# Aang Suparman
Aang Suparman là một cầu thủ bóng đá người Indonesia thi đấu cho Persela Lamongan ở Liga 1.

## Sự nghiệp
Anh gia nhập Persib năm 2012. Ngày 4 tháng 6 năm 2014, anh gia nhập Gresik United F.C. đến hết năm 2014.

## Danh hiệu

### Danh hiệu câu lạc bộ
Persibo Bojonegoro
- Piala Indonesia (1): 2012